# Clemente Rodríguez
Clemente Rodríguez, född den 31 juli 1981 i Buenos Aires, Argentina, är en argentinsk fotbollsspelare. Vid fotbollsturneringen under OS 2004 i Aten deltog han i det argentinska U23-laget som tog guld. 